# Lippisch Ente
El Ente (en alemán: pato) fue el primer avión propulsado por cohete del mundo. Fue diseñado por el alemán Alexander Lippisch como un planeador y realizó su primer vuelo propulsado el 11 de junio de 1928 pilotado por Fritz Stamer.

## Especificaciones

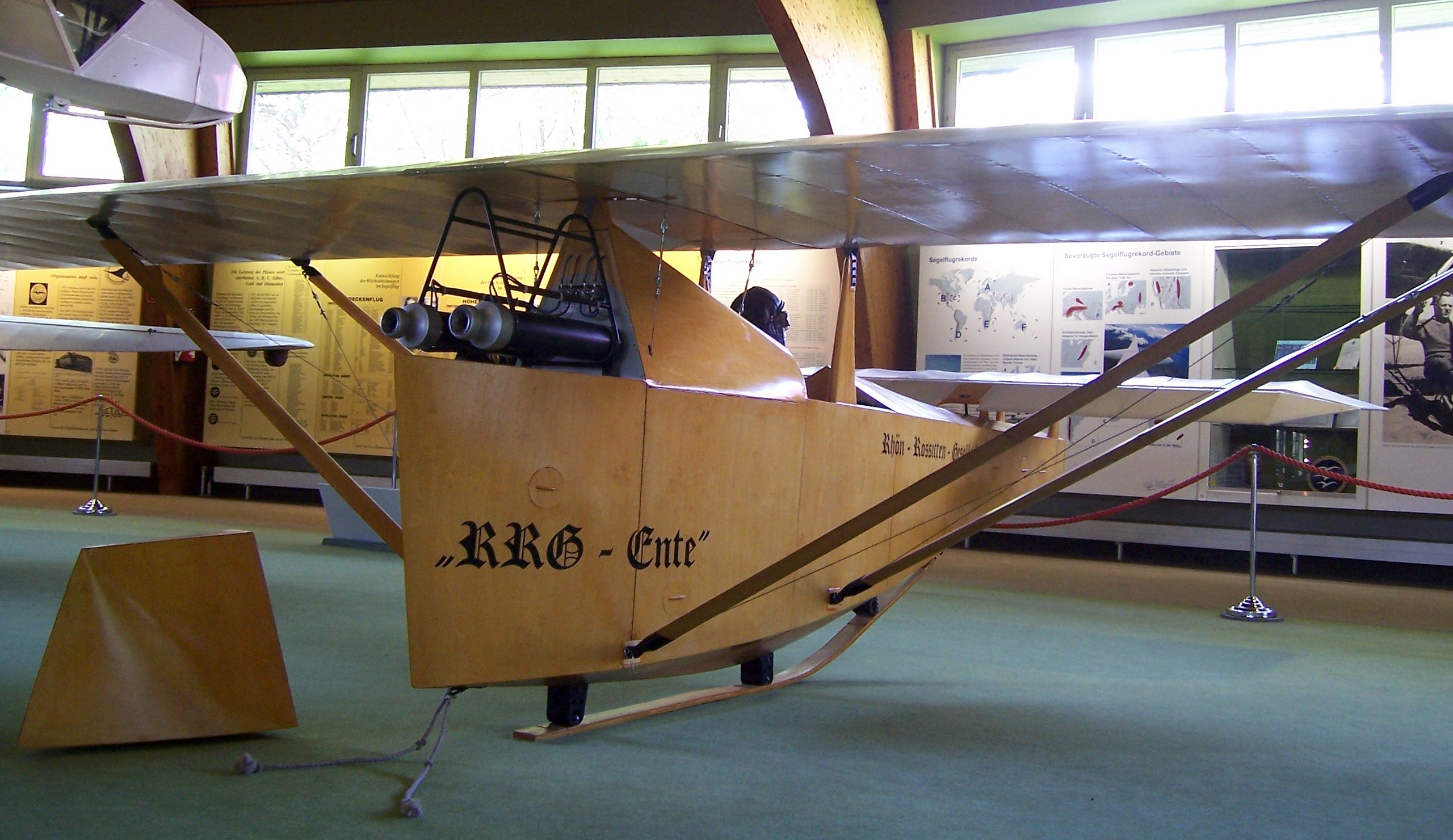

### Características generales
- Tripulación: 1
- Longitud: 4,3 m (14,1 ft)
- Envergadura: 11,9 m (39,2 ft)
- Superficie alar: 20,3 m² (218,5 ft²)
- Planta motriz: 2× cohetes de pólvora negra Sander.
  - Empuje normal: 0,2 kN (20 kgf; 44 lbf) de empuje cada uno.

### Rendimiento
- Alcance: 2 km (1 nmi; 1 mi)